# 旺格岛
旺格岛（德語：Wangerooge，發音：[vaŋɐˈʔoːɡə] ⓘ）是德国东弗里西亚群岛最东边的有人居住岛屿，面积约5平方千米，长约8.5千米，宽约1千米，人口约1,000。该岛由德国下萨克森州弗里斯兰县的同名市镇管辖。